# Mikita Majorau
Mikita Majorau (biał. Мікіта Маёраў, ros. Никита Майоров; ur. 19 kwietnia 1985 w Witebsku) – białoruski szachista, arcymistrz od 2007 roku.

## Kariera szachowa
Kilkukrotnie reprezentował Białoruś na mistrzostwach świata oraz Europy juniorów, nie osiągając sukcesów medalowych. W 2000 r. wystąpił w reprezentacji kraju na olimpiadzie juniorów (do lat 16) w Arteku.
Pierwszy znaczący sukces na arenie międzynarodowej odniósł w 2004 r. w Genui, gdzie podzielił I m. (wspólnie z m.in. Markiem Paraguą) oraz wypełnił pierwszą normę arcymistrzowską. W 2005 r. zwyciężył w kołowym turnieju we Lwowie, w 2006 r. zdobył tytuł mistrza Mińska, ponownie zwyciężył we Lwowie (wspólnie z Aleksandrem Zubowem), a w memoriale Michaiła Czigorina w Sankt Petersburgu zdobył drugą arcymistrzowską normę. W 2007 r. podzielił I m. w Ałuszcie (wspólnie z Jurijem Ajrapetianem), wypełniając ostatnią normę na tytuł arcymistrza. W 2008 r. odniósł kolejne sukcesy: zwyciężył w Amantei i Cutro (wspólnie z Jurijem Sołodowniczenko) oraz podzielił II m. w Mińsku (za Dmitrijem Andriejkinem, wspólnie z m.in. Aleksiejem Fiodorowem i Igorem Łucko). W 2014 r. zwyciężył w turnieju Luc Open w Lille, natomiast w 2015 r. – w turnieju Bergquell Open w Leutersdorfie oraz w Guingampie.
Najwyższy ranking w dotychczasowej karierze osiągnął 1 grudnia 2014 r., z wynikiem 2596 punktów zajmował wówczas 3. miejsce wśród białoruskich szachistów.